# Tsushima (eiland)
Tsushima (Japans: 対馬, Tsushima) of Tsoesjima is een Japanse eilandengroep in de Straat van Korea. Vroeger was het een provincie, tegenwoordig is het een onderdeel van de prefectuur Nagasaki. Het bestaat uit een hoofdeiland en 13 kleinere eilandjes eromheen, die een gezamenlijke oppervlakte hebben van 709 km². In 2000 woonden er ongeveer 41.000 personen. Op 1 maart 2004 fuseerden de 6 gemeenten op het hoofdeiland tot de stad Tsushima, die sindsdien de gehele eilandengroep omvat.
In de buurt van dit eiland werd in 1905 de vloot van de Russische Keizerlijke Marine door die van de Japanse Keizerlijke Marine verslagen in de Slag bij Tsushima.